# Măieruș
Măieruș (niem. Nussbach) – wieś w Rumunii, w okręgu Braszów, w gminie Măieruș. W 2011 roku liczyła 1723 mieszkańców.